# 芬蘭國家男子籃球隊
芬蘭國家男子籃球隊（芬蘭語：Suomen koripallomaajoukkue）是代表芬兰参加国际比赛的男子篮球队，其在2014年由于中国等队放弃外卡争夺，首次获得男篮世界杯的参赛资格。 